# FS4 Folk Songs 4
Albums de la série Folk Songs
FS3 Folk Songs 3
(2002) FS5 Sotsugyō
(2004)
FS4 Folk Songs 4 ou Folk Songs 4 est un album de reprises de chansons de genre folk, attribué en commun à Yuko Nakazawa, Kei Yasuda, Mari Yaguchi, Ayumi Shibata, Hitomi Saito, Masae Otani, et Megumi Murata (membres de Melon Kinenbi).

## Présentation
L'album sort le 21 mai 2003 au Japon sous le label Piccolo Town, dans le cadre du Hello! Project. Il atteint la 25e place du classement de l'Oricon, et reste classé pendant quatre semaines.
Il contient onze reprises de chansons de genre folk de divers artistes japonais de diverses époques, ré-interprétées sur l'album en solo, en duo ou en groupe par sept chanteuses du Hello! Project : la soliste Yūko Nakazawa sur cinq des titres, ex-membre du groupe Morning Musume, qui avait déjà participé à trois albums similaires sortis durant les 18 mois précédents : Folk Songs, Folk Songs 2 et FS3 Folk Songs 3 ; Kei Yasuda sur cinq des titres, qui venait elle aussi de quitter Morning Musume ; Mari Yaguchi sur cinq des titres, qui fait alors toujours partie du même groupe ; et les quatre chanteuses du groupe Melon Kinenbi sur cinq des titres, qui avaient déjà participé à Folk Songs 2 et qui sont cette fois citées individuellement sur la pochette du disque.
Un dernier album similaire sort l'année suivante, toujours interprété par Yūko Nakazawa et divers artistes du H!P : FS5 Sotsugyō.

## Liste des titres
| 1.  | Hitoribocchi no Heya (ひとりぼっちの部屋)                    | Mari Yaguchi (original : Masa Takagi)          |  |
| 2.  | Ihōjin (異邦人)                                              | Nakazawa & Yasuda (original : Sayuri Kume)     |  |
| 3.  | Mayonaka no Door ~ Stay With Me (真夜中のドア～Stay With Me) | Melon Kinenbi (original : Miki Matsubara)      |  |
| 4.  | Akizakura (秋桜)                                             | Yūko Nakazawa (original : Momoe Yamaguchi)     |  |
| 5.  | 22sai no Wakare (22才の別れ)                                 | Yasuda & Yaguchi (original : Kaze)             |  |
| 6.  | Tabi no Yado (旅の宿)                                        | Melon Kinenbi (original : Takuo Yoshida)       |  |
| 7.  | Kokoro no Tabi (心の旅)                                      | Nakazawa, Yasuda & Yaguchi (original : Tulip)  |  |
| 8.  | Ame no Monogatari (雨の物語)                                 | Kei Yasuda (original : Iruka)                  |  |
| 9.  | Chūō Freeway (中央フリーウェイ)                              | Yaguchi & Melon Kinenbi (original : Yumi Arai) |  |
| 10. | Wakamono-tachi (若者たち)                                    | Nakazawa & Melon Kinenbi (Broad Side Four)     |  |
| 11. | Kemeko no Uta (ケメ子の歌)                                   | Nakazawa, Yasuda, Yaguchi & Melon (The Darts)  |  |